# Criminal: Spagna
Criminal: Spagna (Criminal: Spain) è una serie televisiva spagnola creata da Kay Smith e Jim Field Smith ed interpretata da Jorge Bosch, Inma Cuesta, Eduard Fernández, Emma Suárez, Carmen Machi e Álvaro Cervantes.
Criminal: Spagna è una parte della serie antologica Criminal, composta da 12 episodi; le altre parti, sempre di 3 episodi, sono ambientate in Francia, Germania e Regno Unito.
La serie è stata distribuita a livello globale su Netflix il 20 settembre 2019.

## Personaggi e interpreti
- Carlos Cerdeño Varona, interpretato da Jorge Bosch
- Carmen, interpretata da Inma Cuesta
- Carmelo Al Huzaini, interpretato da Eduard Fernández
- María de los Ángeles Toranzo Puig, interpretata da Emma Suárez
- Isabel, interpretata da Carmen Machi
- Rai Messeguer Ortiz, interpretato da Álvaro Cervantes

## Episodi
| n° | Titolo  | Pubblicazione Spagna | Pubblicazione Italia |
| -- | ------- | -------------------- | -------------------- |
| 1  | Isabel  | 20 settembre 2019    | 20 settembre 2019    |
| 2  | Carmen  | 20 settembre 2019    | 20 settembre 2019    |
| 3  | Carmelo | 20 settembre 2019    | 20 settembre 2019    |